# District de Hama

Localisation du district de Hama.

Le district de Hama (منطقة حماة) est une subdivision territoriale de Syrie à l'ouest du pays qui dépend du gouvernorat de Hama. Son chef-lieu administratif est la ville de Hama. Selon le recensement de 2004, le district comptait une population de 644 445 habitants.

## Sous-districts
Le district de Hama est divisé en quatre sous-districts (sous-district se dit nahiyah, ou nahié):
- Hama (ناحية حماة): population 467 254[2].
- Souran (ناحية صوران): population 90 654[3].
- Hirbnafsah (ناحية حربنفسه): population 54 592[4].
- Al-Hamraa (ناحية الحمراء): population 32 604[5].